# Stephan Kaller
Stephan Kaller (* 1957 in Würzburg) ist ein deutscher Pianist, Kammermusiker, Liedbegleiter und Klavierpädagoge.

## Leben
Der Sohn eines Gymnasiallehrers erhielt im Alter von acht Jahren seinen ersten Klavierunterricht. Bereits als 15-jähriger Gymnasiast wurde er in die Klavierklasse des ungarischen Pianisten Prof. Julian von Károlyi an der Hochschule für Musik Würzburg aufgenommen, bei dem er insgesamt fast zehn Jahre studierte. Nach seinem Konzertexamen 1981 im Fach Klavier und Schulmusikexamen 1982 setzte er seine Ausbildung bei Arne Torger fort und erhielt 1984 das Meisterklassendiplom im Fach Klavier. Seine Ausbildung rundete er durch internationale Meisterkurse ab – u. a. bei Adam Harasiewicz (Chopin-Interpretation), Norman Shetler (Liedbegleitung), Werner Genuit (Kammermusik) und Klaus Runze (Klavierpädagogik).

## Konzerttätigkeit
Seit 1987 konzertiert Stephan Kaller als Solist, Kammermusiker und Liedbegleiter in Deutschland, Österreich, Island, Italien, Ungarn, Rumänien, China, in der Slowakei und den USA. Einladungen führten ihn zu bekannten Institutionen und Festivals: Kulturfestival Bratislava, Konzerte der Philharmonie Žilina, Museumskonzerte Reykjavík „concerti d'estate“ Pieve di Ledro, Deutsches Mozartfest Augsburg, James-Madison-University Harrisonburg/Virginia, International Chorus-festival Jinan/China u. a.
1990 gründete er mit dem slowakischen Pianisten Pavol Kovac das Klavierduo Stephan Kaller & Pavol Kovác und konzertiert zudem mit Sabine Reus, Violine/Viola, Margret Bóasdóttir und Isabell Münsch, Sopran, Daniel Böhm, Bariton, Gerhard Siegel und Ulrich Reß, Tenor, Stefan Blum, Schlagzeug, Elke Gallenmüller und Agnes Mayr, Flöte.

## Lehrtätigkeit
Stephan Kaller ist seit 1984 Dozent für Klavier, Klavier-Methodik/Didaktik und Geschichte der Klaviermusik an der Berufsfachschule für Musik in Krumbach/Schwaben. An der Hochschule für Musik Würzburg hatte er im Wintersemester 1996 eine Professur-Vertretung für das Hauptfach Klavier inne. Seit 2002 ist er Lehrbeauftragter am Leopold-Mozart-College of Musik der Universität in Augsburg (vormals Hochschule für Musik Nürnberg/Augsburg) für Klavier, Klavier-Methodik/Didaktik/Lehrpraxis und Geschichte der Klaviermusik.

## Weitere Tätigkeiten
Stephan Kaller ist Stellvertretender Vorsitzender des Tonkünstlerverbandes Augsburg, Juror bei verschiedenen Klavierwettbewerben (Jugend musiziert u. a.), Mitglied der Deutschen Mozart-Gesellschaft, Mitglied der Deutschen Gesellschaft für Musikphysiologie und Musikermedizin.

## CD-Aufnahmen
- Solo-CD "Chopin im Schloß Höchstädt" (u. a. Polonaisen, Nocturnes, Mazurken, Scherzo Nr.1), Stephan Kaller, Klavier (2011, raccanto, akt. dp-Tonstudio D. Pavelt)
- Solo-CD "Klaviermusik des 20. Jahrhunderts – LIVE" (Chatchaturjan: Sonate, Tippett: Sonate Nr. 2, Erhard: 4 Etüden „Rhythmen und Konturen“, Heller: Essay für 2 Klaviere – mit Pavol Kovác, Piano II), Stephan Kaller, Klavier (2014, ISSA-Music, akt. dp-Tonstudio D. Pavelt)
- Solo-CD "FRANZ LISZT – Späte und Geistliche Klavierwerke" (Franziskuslegenden I und II, Funérailles, Andante lagrimoso, Trauermarsch, Nuages gris u. a.), Stephan Kaller, Klavier (2022, dp-Tonstudio D. Pavelt)
- Gershwin: Rhapsody in Blue (Stephan Kaller, Klavier; Musikverein Krumbach, Dirigent: Berthold Leicht (2004), CD "Klangbilder", Bauer-Studios, Best.Nr. BCD 7326);
- CD "ZEITREISE – back in time" (Mozart, Beethoven, Brahms, Saint-Saens, Sarasate, de Falla) Sabine Reus, Violine, Stephan Kaller, Klavier (2020, ISSA Music Augsburg).